# TIME SPACE EP
TIME SPACE EP는 미즈키 나나의 27집 싱글이다. 2012년 6월 6일에 출시되었다. 전작 Synchrogazer로부터 약 5개월만의 싱글이며 몽환 이후의 첫 전A면 싱글이다. 또한 타이틀에 EP가 붙는 것은 STARCAMP EP이래이다. 4곡 모두 시간을 테마로하고 있기 때문에 타이틀에 TIME SPACE라는 명칭을 선택했다.

## 수록곡
1. METRO BAROQUE [4:33]
작사 : 미즈키 나나, 작곡 : 야시킨, 편곡 : 나카야마 마사토(Elements Garden)
  - 극장판 BLOOD-C The Last Dark 주제가
2. PARTY! PARTY! [4:14]
작사 : SAYURI, 작곡·편곡 : 타지리 토모유키
3. 時空サファイア [3:28]
작사 : 유우마오, 작곡 : 요시키 에리코, 편곡 : 스야마 준
4. ONE [3:46]
작사 : 미즈키 나나, 작곡 : 우치케 히데카즈, 편곡 : 후지마 히토시(Elements Garden)